# Vicente Ballester
Pour les articles homonymes, voir Ballester.
Ballester  Martínez est un nom espagnol. Le premier nom de famille, en général paternel, est Ballester ; le second, en général maternel, souvent omis, est Martínez.
Vicente Ballester Martínez (né le 20 juin 1980 à Castellón de la Plana) est un coureur cycliste espagnol.

## Biographie
En juin 2006, il fait partie des coureurs cités dans l'affaire Puerto. Il est blanchi le mois suivant par la justice espagnole, comme plusieurs de ses coéquipiers. Cette affaire est cependant fatale à l'équipe Comunidad Valenciana qui disparaît en fin de saison. Vicente Ballester rejoint alors l'équipe continentale Fuerteventura-Canarias l'année suivante.

## Palmarès
- 2003
  - Ronde du Maestrazgo :
    - Classement général
    - 2e étape

  - 1re étape de la Vuelta a la Montaña Central de Asturias
  - 3e du Tour de Castellón
- 2004
  - 2e étape du Tour de León
- 2007
  - 3e de la Clásica de Almería

## Classements mondiaux
| Année           | 2007 |
| --------------- | ---- |
| UCI Europe Tour | 414e |